# Przetarg
Przetarg – jeden ze sposobów wyboru oferty w celu zawarcia umowy.
Na gruncie prawa polskiego ogólne zasady prowadzenia przetargów zawierają przepisy art. 701-705 Kodeksu cywilnego, w szczególności stanowiące o związaniu ofertą. Do szczególnych form przetargów należą m.in. przetargi na zbycie nieruchomości przez podmioty publiczne (regulowane przepisami o gospodarce nieruchomościami) oraz przetargi na nabycie robót budowlanych, dostaw lub usług finansowanych ze środków publicznych lub zamawianych przez podmioty publiczne (tzw. zamówienia publiczne, regulowane ustawą Prawo zamówień publicznych).